# Kościół św. Katarzyny Aleksandryjskiej w Grylewie
Kościół świętej Katarzyny Aleksandryjskiej w Grylewie – rzymskokatolicki kościół parafialny należący do parafii pod tym samym wezwaniem (dekanat wągrowiecki archidiecezji gnieźnieńskiej).
Obecny kościół został zbudowany w latach 1861-1866 i ufundowany przez Antoninę z Nieżychowskich Grabowską, zaprojektował go Wiktor Stabrowski z Kcyni. Świątynia jest wzniesiona z czerwonej cegły, bryła jest zwieńczona małymi sterczynami, nad którymi góruje wieża główna. Boczne, zewnętrzne ściany, są udekorowane białymi rzeźbami świętych Apostołów Piotra i Pawła. Wnętrze budowli w całości reprezentuje styl neogotycki. Jest ozdobione wspaniałym ołtarzem głównym i dwoma bocznymi oraz obrazem Matki Bożej Grylewskiej. Pozostałe obrazy przybyły do kościoła w XIX wieku z Włoch. W prezbiterium znajdują się również rzeźby św. Wojciecha i św. Stanisława – patronów Polski, a na ambonie jest zaznaczona data budowy świątyni. Kościół posiada także jedne z najpiękniejszych w archidiecezji gnieźnieńskiej ławek, które są ozdobione przedstawieniami rybosmoków oraz konfesjonał z wyglądu przypominający mały zamek. Żeliwne ramy w oknach zostały odlane w Zakładach im. Hipolita Cegielskiego w Poznaniu.